# 甘肃银莲花
甘肃银莲花（学名：Anemone baicalensis var. kansuensis）为毛茛科银莲花属下的一个变种。